# 狩獵者：凜冬之戰
《獵神：魔雪叛變》（英語：The Huntsman: Winter's War）是一部2016年美國奇幻動作冒險片，2012年電影《公主與狩獵者》的續集兼外傳，改編自格林童話的白雪公主以及安徒生童話的冰雪女王。本片由賽德瑞克·尼可拉斯-托楊執導，克雷格·麥辛和伊凡·斯皮里奧托普洛斯編劇，克里斯·漢斯沃、莎莉·賽隆、愛蜜莉·布朗、潔西卡·崔絲坦、山姆·克萊弗林主演，而前集由克莉絲汀·史都華飾演的白雪公主則未回歸。
正式拍攝於2015年4月6日在英格蘭的薩里郡開始進行，發行商環球影業將電影定檔2016年4月22日在北美上映。電影獲得負面為主的評價，影評界多半批評電影敘事薄弱，但稱讚演員、場面、服裝設計。電影在涵蓋宣傳成本的狀況被視為票房炸彈。

## 劇情
惡皇后 （莎莉·賽隆 飾）得知其妹冰皇后的女兒將會比她更美麗，操控冰皇后的愛人殺死她。善良的冰皇后（愛蜜莉·布朗  飾）發現後崩潰，卻釋放出自己潛藏已久的強大冰魔法，她不再相信愛。冰皇后搬到遙遠的北方，建立自己的帝國，變得冷酷無情，並培養出一支狩獵者軍隊，整個帝國只有一條律法:永遠不得愛人。可是偏偏她的左右手狩獵者艾瑞克（克里斯·漢斯沃 飾）和莎拉（潔西卡·崔絲坦 飾）卻情不自禁地愛上對方…於是冰皇后把莎拉囚禁，並把艾瑞克放逐，從此分隔他們。冰皇后覺得再次遭受背叛而變得更加冷酷無情。意想不到的是，艾瑞克正好到了惡皇后所奪取的王國，並協助了白雪公主擊敗惡皇后，奪回王國。
冰皇后在得知姐姐惡皇后的死訊後，號召惡皇后的餘黨把魔鏡搬回來，冰皇后成為唯一能夠駕馭魔鏡的術士，她使用魔鏡將惡皇后復活後，這對姐妹集結前所未見的黑暗勢力，打算攻打南方白雪皇后的王國，如今她們的大軍所向披靡，除非...遭到放逐的狩獵者艾瑞克和莎拉能夠推翻惡皇后和冰皇后。冰皇后、惡皇后、狩獵者三支強大勢力魔幻大戰！。

## 演員
| 演員                                  | 角色                                       |
| ------------------------------------- | ------------------------------------------ |
| 克里斯·漢斯沃 康拉德·可汗（年幼時期） | 狩獵者艾瑞克 Eric／The Huntsman            |
| 莎莉·賽隆                             | 惡皇后拉維娜 Queen Ravenna／The Evil Queen |
| 愛蜜莉·布朗                           | 冰皇后芙蕾雅 Queen Freya／The Ice Queen    |
| 潔西卡·崔絲坦 妮婭姆·華特（年幼時期） | 女戰士莎拉 Sara／The Warrior               |
| 柯林·摩根                             | 布萊克伍德公爵 The Duke of Blackwood       |
| 山姆·克萊弗林                         | 威廉 William                               |
| 尼克·佛洛斯特                         | 尼昂 Nion                                  |
| 亞莉珊卓·洛區                         | 朵琳娜 Doreena                             |
| 謝里丹·史密斯                         | 布朗溫夫人 Mrs. Bromwyn                    |
| 羅伯·布萊頓                           | 格里夫 Gryff                               |
| 蘇普·狄里蘇                           | 圖爾 Tull                                  |
| 山姆·哈茲爾丁                         | 列福爾 Liefr                               |

## 市場營銷
電影原片名為《The Huntsman》，直到2015年11月16日，從釋出的四款角色海報得知正式片名為《The Huntsman: Winter's War》。3天後，2015年11月18日，首支預告片在網上釋出。

## 發行
2014年7月31日，環球影業將《狩獵者：凜冬之戰》排於2016年4月22日在美國上映。

### 評價
爛番茄新鮮度16%，基於182條評論，平均分為4.2/10，而在Metacritic上得到36分；IMDB上得6.1分。主要被影評人認為演員陣容強大，但敘事略為薄弱。大多讚賞其極度華麗精緻的場面及服裝，甚至有人認為該片應奪得奥斯卡最佳服裝及視覺藝術獎。

### 票房
《狩獵者：凜冬之戰》在美國上映前的兩週在十八個國家推出，首週末票房收入為1910萬美元（從3969個大銀幕）。
北美首映週末的票房為2010萬美元，比預期的2400萬美元低。
在中国大陆，首周3天取得6900万人民币列第三位，最终票房1.06億人民币。
| 上一届： 《蝙蝠俠對超人：正義曙光》 | 2016年台灣週末票房冠軍 第15周 | 下一届： 《與森林共舞》 |
| 上一届： 《蝙蝠俠對超人：正義曙光》 | 2016年台北週末票房冠軍 第15周 | 下一届： 《與森林共舞》 |

## 外部連結
- 狩獵者：凜冬之戰 （页面存档备份，存于）中文官方網站（中文）
- 互联网电影数据库（IMDb）上《The Huntsman: Winter's War》的资料（英文）
- AllMovie上《狩獵者：凜冬之戰》的资料（英文）
- 爛番茄上《狩獵者：凜冬之戰》的資料（英文）
- Box Office Mojo上《狩獵者：凜冬之戰》的資料（英文）
- Metacritic上《狩獵者：凜冬之戰》的資料（英文）
- 開眼電影網上《狩獵者：凜冬之戰》的資料（繁體中文）
- 豆瓣电影上《猎神：冬日之战》的資料 （简体中文）
- 时光网上《猎神：冬日之战》的資料（简体中文）